# بيتر روث
بيتر روث (بالعبرية: פיטר רוט‏) هو مغني وملحن ومنتج أسطوانات إسرائيلي، ولد في 17 سبتمبر 1974 في بات يام في إسرائيل.

## وصلات خارجية
- الموقع الرسمي